# Edward Ashley-Cooper
Pour les articles homonymes, voir Ashley-Cooper, Ashley et Cooper.
Edward Ashley-Cooper (né Edward Montague Hussey Cooper le 12 août 1904 à Sydney, en Nouvelle-Galles du Sud et mort le 5 mai 2000 à San Diego, en Californie) est un acteur australien descendant d'une famille anglaise.

## Biographie
Connu en tant qu'Edward Ashley - son nom de scène - de façon à éviter la confusion avec un autre acteur, Edward Cooper, il a joué au Royaume-Uni à partir de 1931, puis il s'expatria aux États-Unis en 1940 et tint de petits rôles pour la Metro Goldwyn Mayer jusqu'en 1988 dans une soixantaine de films, y compris dans Orgueil et Préjugés, où il a interprété le rôle de George Wickham.

## Filmographie partielle
- 1940 : Gallant Sons de George B. Seitz
- 1941 : Maisie Was a Lady d'Edwin L. Marin
- 1942 : Le Cygne noir  (The Black Swan), de Henry King
- 1946 : Nocturne d'Edwin L. Marin
- 1947 : Dick Tracy contre le gang (Dick Tracy Meets Gruesome), de John Rawlins
- 1952 : Le Paradis des mauvais garçons (Macao), de Josef von Sternberg
- 1947 : Dick Tracy contre le gang (Dick Tracy Meets Gruesome), de John Rawlin
- 1988 : Waxwork, d'Anthony Hickox